# PKP-Baureihe ED72
Die Baureihe ED72 sind vierteilige elektrische Triebzüge der Polnischen Staatsbahnen (PKP). Sie waren als Weiterentwicklung der PKP-Baureihe EN57 und PKP-Baureihe EN71 beschafft worden und sollten im Inneren mehr Komfort bieten.
Bis 1996 wurden vom Hersteller Pafawag 21 Triebwagen produziert. 1997 folgte ein Versuchszug mit der Baureihenbezeichnung ED73.

## Geschichte
Der Beschluss der Polnischen Staatsbahn PKP, ab Anfang der 1990er Jahre gehobene Regionalverbindungen als Interregio-Züge anzubieten, machte Triebzüge mit einer anspruchsvolleren Innenausstattung als bei den EN57 und EN71 erforderlich. Deshalb wurden bei Pafawag Triebzüge auf Basis der EN71 mit einer besseren Einrichtung bestellt. Die von 1993 bis 1996 gelieferten Fahrzeuge hatten eine Reihe von Neuerungen. Einer der Steuerwagen besaß Abteile der 1. Klasse mit bequemen Sitzen. In der 2. Klasse waren die Sitze gepolstert. Die Fenster waren doppelt verglast, an den Türen wurden Taster zum Öffnen und Schließen angebracht.
Der zuletzt gebaute ED72-021 besaß Schiebetüren zum Öffnen nach außen. Die ersten sieben Fahrzeuge besaßen Fahrmotoren mit 145 kW Leistung, die zuletzt gelieferten wurden mit Motoren mit 175 kW ausgerüstet.
Bei der Weitergabe der Triebzüge in verschiedene Woiwodschaften änderten sich die Lackierungsvarianten. Nach 2011 wurden einige Einheiten grundlegend modernisiert und erhielten eine neue Fahrzeugfront nach der Form der PKP-Baureihe ED74. Diese modernisierten Fahrzeuge wurden als ED72A bezeichnet. Die Fahrzeuge mit Modernisierungen ohne Austausch der Vorderfront behielten ihre Fahrzeugnummern.

## Technische Beschreibung

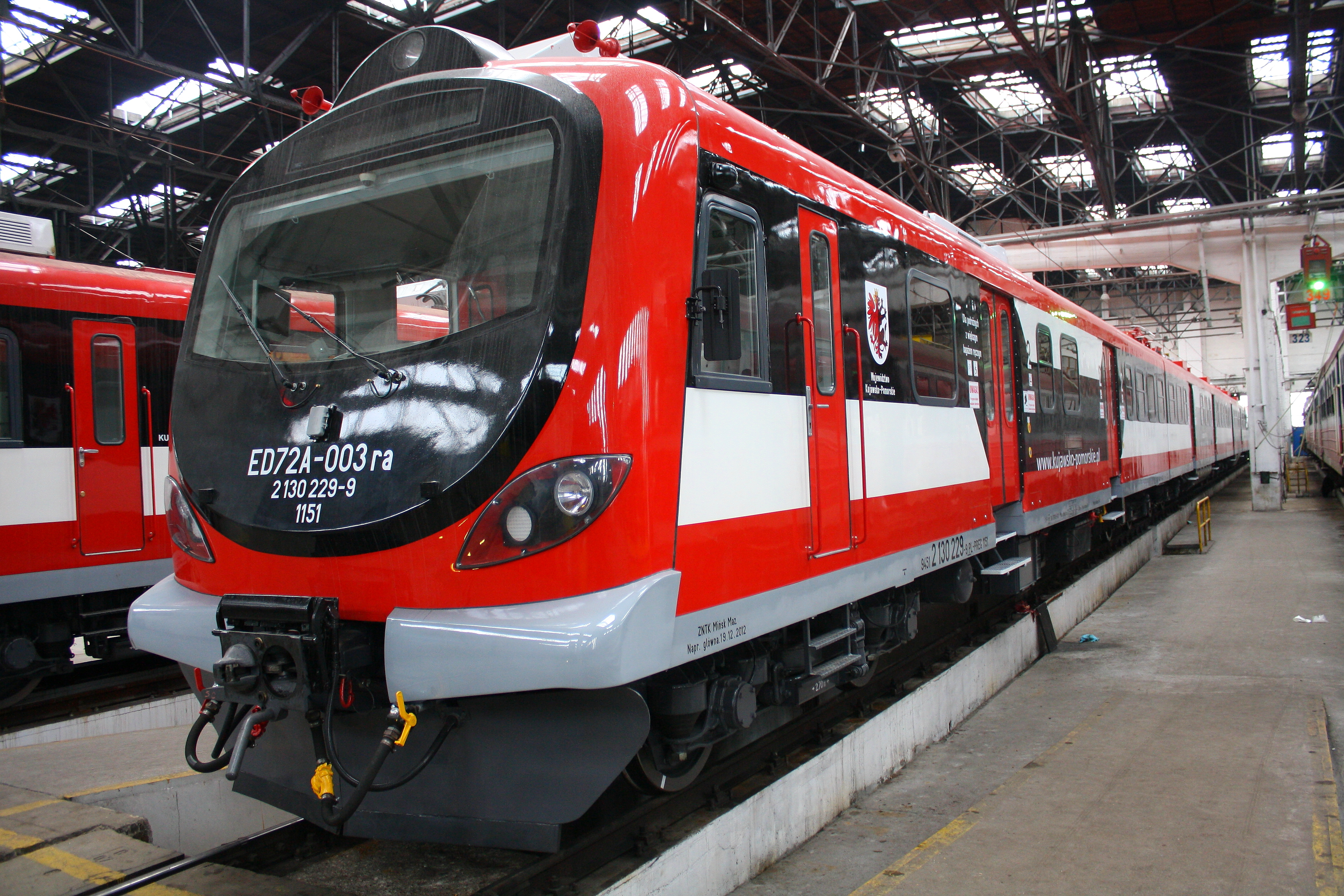
ED72A-003 mit modernisierter Frontpartie

Die kantigen Triebzüge bestehen aus vier Wagen, von denen die mittleren beiden die Trieb- und die äußeren beiden die Steuerwagen sind. Alle Fahrzeuge sind miteinander über die automatische Scharfenbergkupplung kurzgekuppelt, können aber nicht ausgetauscht werden. An den Endwagen sind Scharfenbergkupplungen vorhanden, sie ermöglichen das Bilden einer Einheit mit Vielfachsteuerung. Es können mit Fahrzeugen der eigenen Serie und mit EN57 oder EN71 Mehrfachtraktionen gebildet werden.
Jeder Wagen verfügt über drei Großraumabteile, zwischen denen sich zwei Einstiegsräume mit pneumatisch zu betätigenden Türen befinden. Die äußeren Abteile der Steuerwagen werden als Zugführerabteil bzw. Gepäckabteil benutzt. Vom äußeren Abteil führt eine Tür zum Führerstand.
Bei der Modernisierung haben einige der Gleichstromfahrzeuge auch Drehstrom-Asynchronmotoren sowie Klimaanlagen erhalten.